# 奥住恒二
奥住 恒二（おくずみ つねじ、生年不詳 - 2015年5月16日）は、日本のアイスホッケー指導者。日本アイスホッケー連盟第4代会長を2011年7月1日から務めた。東京都青梅市出身。代表取締役社長も務めた奥住運輸は、福祉バスの事業化に成功している。

## 経歴
法政大学を卒業後、同大学や法政大学第一高等学校のアイスホッケー部のコーチ、国民体育大会東京成年代表監督などを務めた後、2009年から東京都アイスホッケー連盟会長を2011年5月まで務めた。明星大学、昭和大学、日本大学鶴ヶ丘高等学校でもコーチを務めた。
1964年に青梅市に人工スケート場が開設されたことから、東京都で最も古い小中学生アイスホッケーチームの西東京インディアンズをスタートさせた。1994年からは昭和の森スケートリンクを練習会場とした。
2011年6月18日、任期終了となる遅塚研一に代わる日本アイスホッケー連盟会長に選任された。新会長に選任された際の会見では、女子代表がオリンピックに出場することが夢だと話した。学生の強化合宿や韓国チームを呼んだ国際試合を実施し、女子代表は彼の会長在任中にソチオリンピック出場を決めた。
2013年11月にはチェコ、スイス、ドイツ、スロバキア代表を招いてブリヂストンが協賛する女子アイスホッケー5カ国対抗戦「スマイルジャパン ブリヂストン ブリザックチャレンジ」を開催した。
2015年5月16日死去。73歳没。

### アイスホッケー連盟の分裂
当初9月に退任予定であった彼は自身の後任に、元ブルガリア大使で、竹田恒和JOC会長の兄である竹田恒治を新会長候補として推薦していたが、対立候補に坂井寿如常務理事が立候補し、評議員による予備選では25票対24票と肉薄された。
2013年7月27日、坂井常務理事・強化本部長を独断でGKコーチを入れ替えた、U-20の海外遠征をドタキャン、報奨金を選手に出さなかった、高須クリニックからの1億円の寄付を拒否、中期計画を提出しなかった、フェイスブックに連盟批判を投稿したことを理由に臨時理事会で解任、常務理事から理事に格下げした。
9月に行われた理事選では次期会長に就任予定であった竹田恒治や奥住の推薦した理事候補が10人中4人しか当選せず、坂井の解任に反対の評議員から推薦された理事候補8人中5人が当選するなど分裂状態となった。9月2日の評議員会では満票で竹田が新会長に承認されたものの、10月10日に緊急理事会を開催し、評議員会推薦の坂井ら5人の理事選任を無効とする方針を固めた。
10月18日に竹田恒治が新会長就任を辞退、10月20日に評議会推薦の5人の理事らが弁護士の塗師純子を会長代行に選任した後も、奥住は執行部の有効性を強調した。分裂状態に陥った連盟に対して、内閣府公益認定等委員会、JOCが調査に乗り出した。11月6日には坂井を暫定強化本部長に選んだ一部理事に対して、若林仁副会長が強化本部長であるという見解を会長所感と題した文書で強調した。
11月6日付で内閣府公益認定等委員会から役員推薦委員会を経ていない新理事について、法的に有効であるという見解の通達がなされ、「是正されないのであれば公益認定の取消事由に該当する。」と最後通告を受けた。11月19日、安倍晋三首相名で内閣府公益認定等委員会から、奥住ではなく、塗師会長代行をトップとして認めること、奥住側の定款の運用が一般法人法違反の疑いも指摘されるなど、事実上の辞任勧告を受け取った。内閣府から勧告を受けたのは同年7月の全日本柔道連盟に続き2例目であった。
12月7日の日本アイスホッケー連盟理事会で金子精司が新会長に選ばれ、専務理事には西武鉄道アイスホッケー部で監督を務めたこともある中嶋正敬が就任した。
連盟が分裂状態の間、選手登録数の多い北海道連盟、東京都連盟は奥住と歩調を合わせていた。高知県から選出された評議員によれば、連盟内に派閥を作ったことや、2011年の会長就任の際、西日本の評議員の支持を受けながら、「西の人間が20県集まったところで、東京都に及ばない」と豹変したことが分裂を招いた原因であるという。

## 人物
長男の奥住尚弘は、かつて早稲田大学でキャプテンを務め、卒業後はテレビ朝日のプロデューサーとなり、現在奥住運輸の社長を務めているが、アイスホッケー選手としても、2011年2月の第78回全日本アイスホッケー選手権で3回戦に進出した。
高須クリニックの高須克弥院長は、彼が昭和大学時代に指導した教え子で、女子代表がオリンピック出場権獲得直後に1億円の寄付を申し出たが、贈呈式などアピール好きの高須に対して選手のイメージを守りたい連盟が妥協せず、奥住がストップをかけた状態が続いているという報道もなされた。